# Audiotherapie
Die Audiotherapie (von lateinisch audio „ich höre“, von audire „hören“ und θεραπεία, altgriechische Aussprache therapeía, „Dienst“, „Behandlung“) beschäftigt sich mit der Rehabilitation erwachsener hörgeschädigter Menschen. Sie ergänzt die medizinische Therapie und die Versorgung mit technischen Hilfsmitteln. Für gehörlose oder hörgeschädigte Kinder gibt es die Auditiv-verbale Erziehung, die sich zusätzlich beziehungsweise hauptsächlich mit dem Erlernen der Lautsprache beschäftigt.
Die Audiotherapie (englisch aural rehabilitation) unterstützt die aktive Auseinandersetzung mit dem Handicap. Dazu gehört die Entwicklung eines realistischen Selbstbildes und das Erlernen geeigneter Verhaltensstrategien.
Hörgeschädigte Menschen sind meist auf Hörsysteme angewiesen. Neue Hörsysteme liefern oft deutlich veränderte Höreindrücke. Durch ein gezieltes Training wird die Habituation erleichtert und ein differenziertes Hören und Verstehen ermöglicht. Technische Hilfen wie Hörgeräte, Cochleaimplantat und ergänzende Kommunikationshilfen sollen optimal genutzt werden können. Die Förderung und Pflege der sozialen Kompetenz sollen den sozialen Status festigen und die Teilhabe an der Gesellschaft ermöglichen. Durch die Information über sozialrechtliche Bestimmungen werden die Betroffenen unterstützt, ihre Rechte in Anspruch zu nehmen.

## Audiotherapeutische Aufgaben
Audiotherapeuten wählen sich nach Vorbildung und Tätigkeitsbereich meist Schwerpunkte aus den allgemeinen Aufgaben:
- Hör- und Absehtraining ohne und mit Hörsystemen
- Handhabung technischer Hilfen
- Manualsysteme zur Verständigung hörgeschädigter Menschen untereinander
- Hör- und Kommunikationstraining mit Cochleaimplantat-Trägern
- Verhaltens- und Kommunikationstraining
- Trauerarbeit und Krankheitsbewältigung (Copingstrategien)
- Unterstützung bei der Akzeptanz der Hörschädigung
- Erarbeitung von Perspektiven zur Gestaltung der beruflichen und privaten Lebenssituation
- Desensibilisierungstraining bei Geräuschüberempfindlichkeit (Hyperakusis)
- Bewältigungsstrategien bei Tinnitus
- Einbeziehung der Angehörigen
- Informationsvermittlung über Leistungsansprüche und Leistungsträger

### Hörtraining
Eine zentrale Aufgabe der Audiotherapie ist das Hörtraining (englisch auditory perceptual training). Es soll ermöglichen, Schallereignisse durch Übungen zu identifizieren und die Spracherkennung zu verbessern.
Beispiele für Übungen mit ansteigender Schwierigkeit:
- Geräuscherkennung
- Richtungshören
- Phonemunterscheidung
- Wortverstehen in Ruhe
- Satzverstehen mit und ohne Absehen
- Sprachverstehen im Geräusch

Auch bei Erwachsenen hat sich die Wirksamkeit eines Trainings einzelner auditiver Leistungen (Ordnungsschwellen, Tonhöhenunterscheidung, Aufmerksamkeitsübungen und dichotisches Hören) nachweisen lassen. Der Begriff Hörtraining wird auch für die Gehörschulung von Musikern verwendet.

### Psychosoziale Unterstützung
Eine psychosoziale Unterstützung ist z. B. die Begleitung bei der Trauerarbeit, die mit dem Verlust der Hörfähigkeit zu leisten ist. Hierunter fällt die Stärkung der inneren Haltung als kompensatorische Kraft. Nach Richtberg hängt die Schwere der Hörbehinderung nicht allein vom objektiven Verlust der Hörfähigkeit ab, sondern ganz wesentlich davon, wie sich die betroffene Person zur Störung stellt und wie sie damit umgeht, sich Freiräume schafft, die ein weitgehend aktives Leben ermöglichen.
Die Kommunikation zwischen Hörgeschädigten und Hörenden ist wegen des eingeschränkten Verstehens oft mit erheblichen Schwierigkeiten und Missverständnissen verbunden. Die emotionale Wahrnehmungsfunktion ist oft eingeschränkt. Hinzu kommt das Problem der Unsichtbarkeit von Hörbehinderungen und besondere Konfliktbelastungen (zum Beispiel am Arbeitsplatz: vermeintliche oder objektive Benachteiligungen bei Beförderungen, mangelnde Rücksichtnahme der Arbeitskollegen oder die Vermutung, dass sich Kollegen heimlich über die Behinderung lustig machen). Audiotherapeuten entwickeln mit den Klienten Lösungen und trainieren Empathie und soziale Kompetenz.

## Situation in Deutschland

### Weiterbildung
Umfassende Rehabilitationsmaßnahmen für Hörgeschädigte stehen nur in wenigen stationären Einrichtungen in Deutschland zur Verfügung. Um diese Lücke zu schließen, entstand auf Initiative des Deutschen Schwerhörigenbundes (DSB) im Jahre 2000 in Zusammenarbeit mit der Akademie für Hörgeräte-Akustik in Lübeck ein erster Weiterbildungsgang. Derzeit finden die Weiterbildungskurse in Bad Nauheim statt
Bis zum Jahr 2025 wurden ca. 250 Personen ausgebildet.
Heute existierten zwei Weiterbildungsangebote:
- Der Deutsche Schwerhörigenbund e. V. (DSB) vergibt nach ca. 240 Unterrichtsstunden, Praktikum, Facharbeit und Abschlussprüfung den Titel „Audiotherapie (DSB)“. Die Teilnehmer stammen überwiegend aus medizinischen, sozialen und psychologischen Berufsfeldern und/oder sind selbst hörgeschädigt.
- Europäische Union der Hörakustiker e. V. bildet in ca. 90 Unterrichtsstunden seit 2006 ausschließlich Hörakustik-Meister fort.

### Leitlinie Audiotherapie
Seit August 2016 gibt es eine Leitlinie "Audiotherapie in der Hörakustik". Die Leitlinie wurde auf Initiative der Europäischen Union der Hörakustiker e. V. von einem Expertenkreis entwickelt und umfasst unter anderem räumliche, technische und organisatorische Grundlagen. Inhaltlich verfügt Audiotherapie über ein breites Spektrum an Möglichkeiten; das greift die Leitlinie auf. Es geht u. a. um Aufklärung über das Hördefizit und dessen Folgen, Hilfestellung bei Verarbeitung und Akzeptanz der Hörminderung, Aufklärung über Möglichkeiten und Grenzen der Hörverbesserung, Hörtraining, Kommunikationstaktik und vieles mehr. Zusätzlich zu den Inhalten der Audiotherapie berücksichtigt die Leitlinie zeitliche Strukturen und die Zusammensetzung der audiotherapeutischen Gruppe. Feedbackwege sowie das Thema Evaluation dienen der Qualitätssicherung und Nachhaltigkeit. Für interessierte Fachleute, die sich bislang wenig mit Audiotherapie beschäftigt haben, steht ein Glossar zur Verfügung. Begriffe wie „funktionales Hörtraining“, „Hörtaktik“ oder „Kommunikationstraining“ werden darin erläutert.

### Berufsbild
Audiotherapeuten arbeiten z. B. als Angestellte in stationären Reha-Einrichtungen, in Beratungsstellen, bei HNO-Ärzten und bei Hörgeräteakustikern oder sind freiberuflich tätig.
Audiotherapie ist kein geschützter Begriff oder Berufsbezeichnung. Die freiberuflichen Audiotherapeuten bemühen sich um die Anerkennung als Berufsstand und die Anerkennung als Heilmittelerbringer. Damit wäre die Kostenübernahme für ambulante Maßnahmen durch die Krankenkassen erleichtert.